# Parco nazionale di Ranomafana
Il Parco nazionale di Ranomafana, inaugurato il 31 maggio 1991, è situato nel Madagascar centrale, a 60 km da Fianarantsoa. Dal 2007 fa parte del complesso delle foreste pluviali di Atsinanana, un patrimonio dell'umanità dell'UNESCO.

## Territorio
Situato in una zona montuosa (600 – 1400 m) occupa una superficie di 410 km² ricoperti da una fitta foresta pluviale.

## Flora
La foresta pluviale è caratterizzata da numerose specie arboree delle famiglie delle Apocynaceae, Euphorbiaceae, Rubiaceae e Arecaceae. Tra le essenze di considerevole valore economico vi sono il palissandro (Dalbergia spp.), il maka (Weinmania bojeriana e Weinmania proxima) e il varongy (Ocotea thouvenotii). Numerose le specie di piante epifite tra cui la pteridofita Asplenium nidus e diverse specie di orchidee dei generi Bulbophyllum e Eulophiella.

## Fauna
Al suo interno vivono ben 12 specie di lemuri, alcuni con abitudini diurne come l'apalemure dorato (Hapalemur aureus), l'apalemure grigio (Hapalemur griseus), il prolemure dal naso largo (Prolemur simus), il sifaka di Milne Edwards (Propithecus edwardsi), il lemure dal ventre rosso (Eulemur rubriventer) e l'Eulemur rufus, ed altri notturni come il microcebo rosso (Microcebus rufus), l'aye-aye (Daubentonia madagascariensis), il lepilemure dal collo chiaro (Lepilemur microdon), il chirogaleo bruno (Cheirogaleus major) e l'Avahi peyrierasi.
Altri mammiferi presenti sono il fossa (Cryptoprocta ferox), il fanaloka (Fossa fossana), la mangusta dalla coda cerchiata (Galidia elegans), il tenrec comune (Tenrec ecaudatus) e il rarissimo tenrec acquatico (Limnogale mergulus).
Il parco ospita numerose specie di uccelli tra cui specie endemiche quali l'astore di Henst (Accipiter henstii), il forapaglie codapiumosa di Seebohm (Bradypterus seebohmi), il garrulo dalle orecchie gialle (Crossleyia xanthophrys), la mesena bruna (Mesitornis unicolor), la falsa nettarinia ventregiallo (Neodrepanis hypoxantha), la colomba azzurra del Madagascar (Alectroenas madagascariensis) e il vanga di Pollen (Xenopirostris polleni).
Sono presenti numerose specie di rettili (tra cui gechi, camaleonti e boa) e anfibi (Aglyptodactylus madagascariensis, Boophis arcanus, Boophis boppa, Boophis bottae, Boophis erythrodactylus, Blommersia blommersae, Heterixalus alboguttatus, Mantella baroni, Mantella bernhardi, Mantella madagascariensis, Mantidactylus spp., Cophyla grandis, Scaphiophryne marmorata, Scaphiophryne spinosa).
La malacofauna è rappresentata da 67 specie differenti, l'85% delle quali è endemico. Tra le specie presenti: Lissachatina fulica e Helicophanta farafanga.
Molto ricca anche l'entomofauna che annovera numerose specie endemiche tra cui Acreaea boya, Argema mittrei, Charaxes cowani, Euxanthe madagascariensis e Graphium endochus.

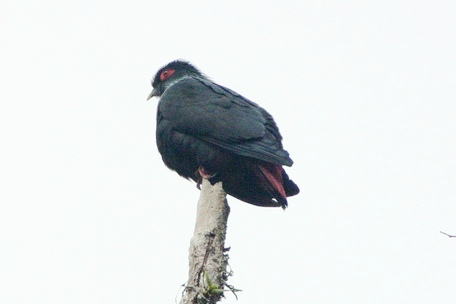
Alectroenas madagascariensis
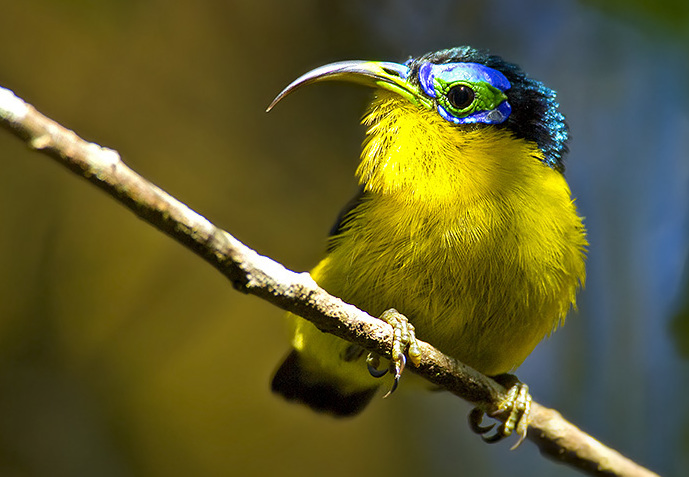
Neodrepanis hypoxantha
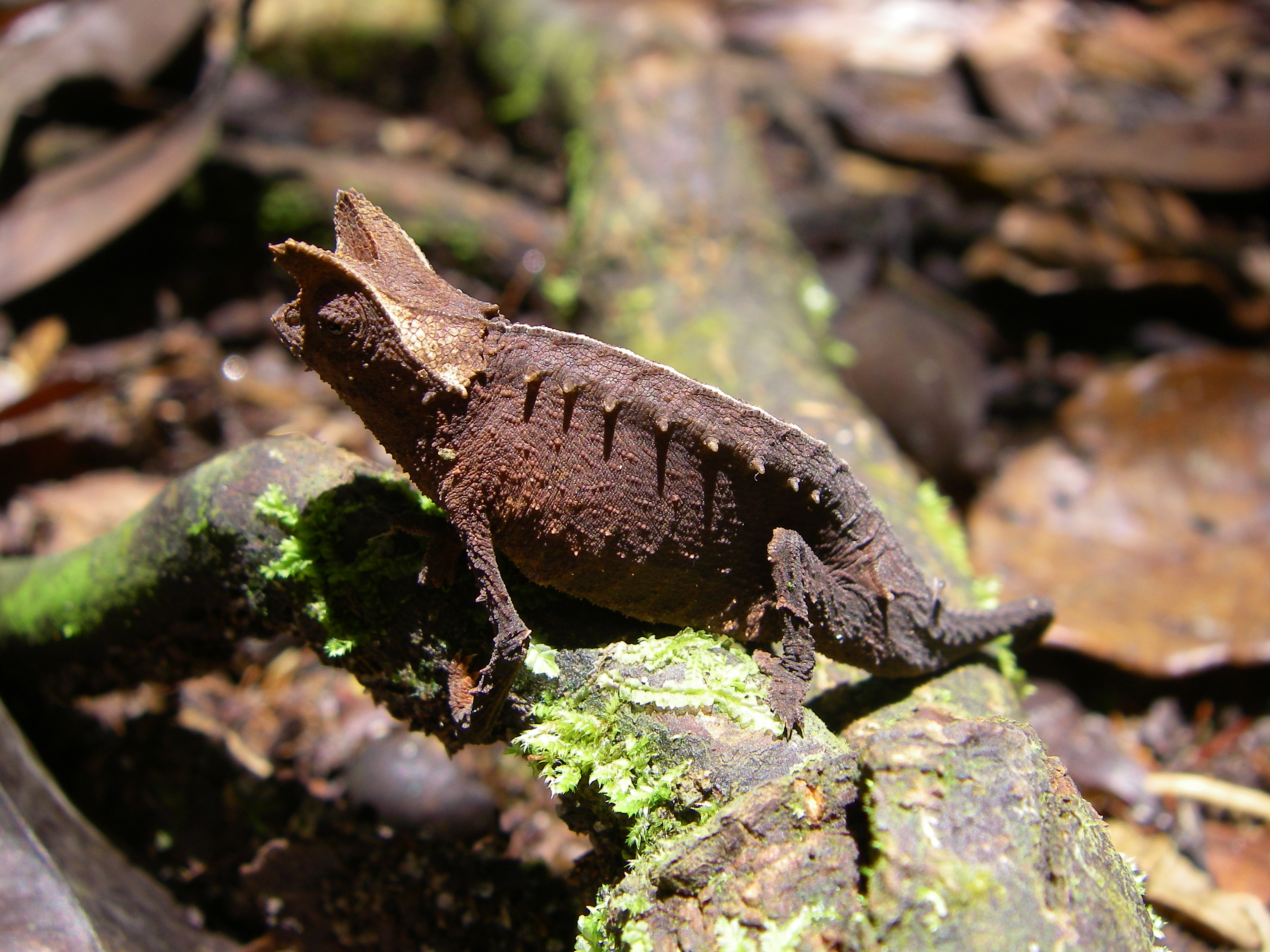
Brookesia superciliaris
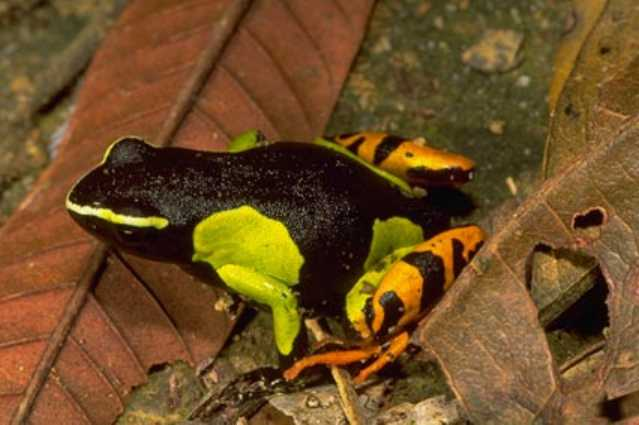
Mantella baroni
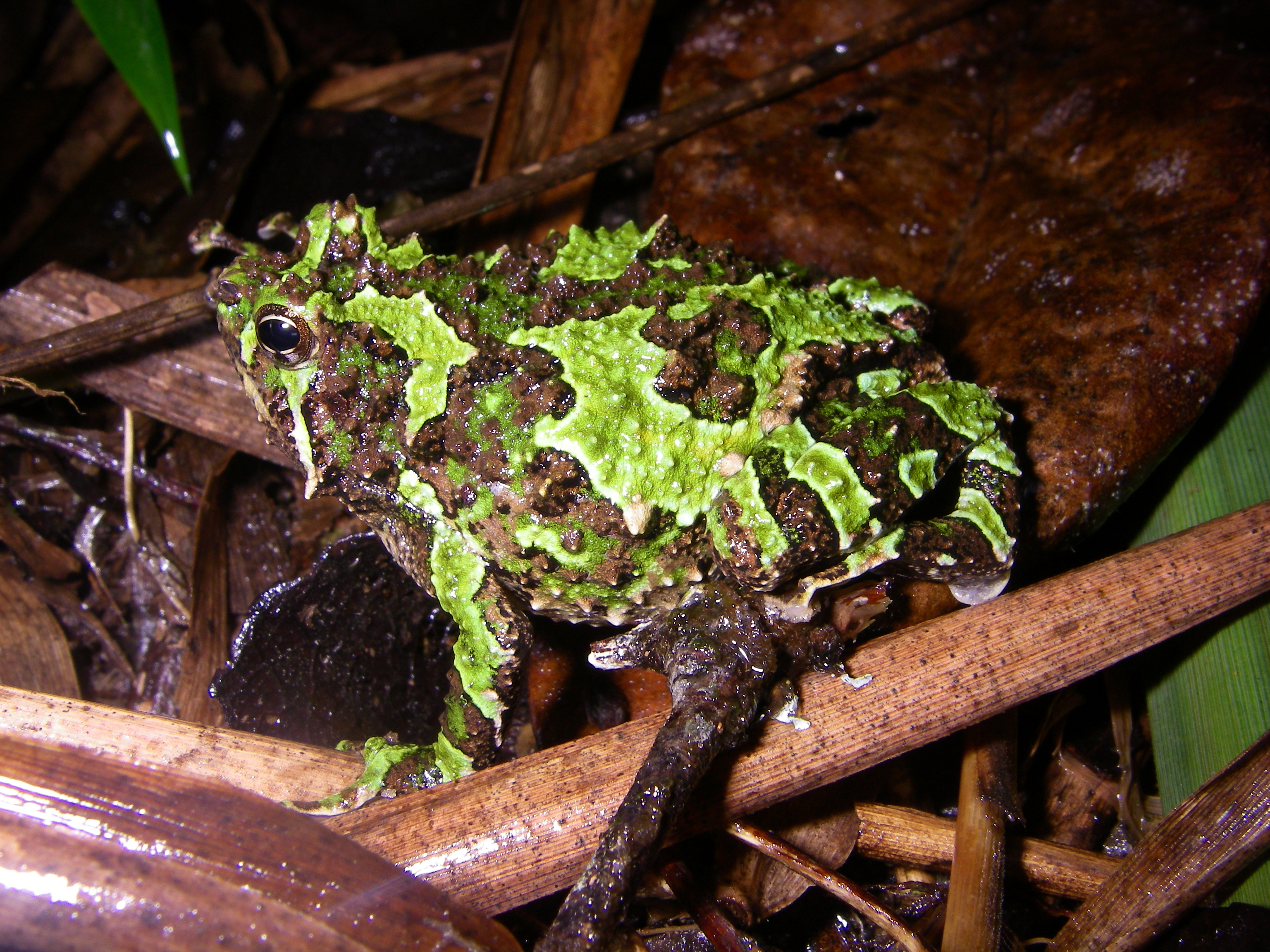
Scaphiophryne spinosa
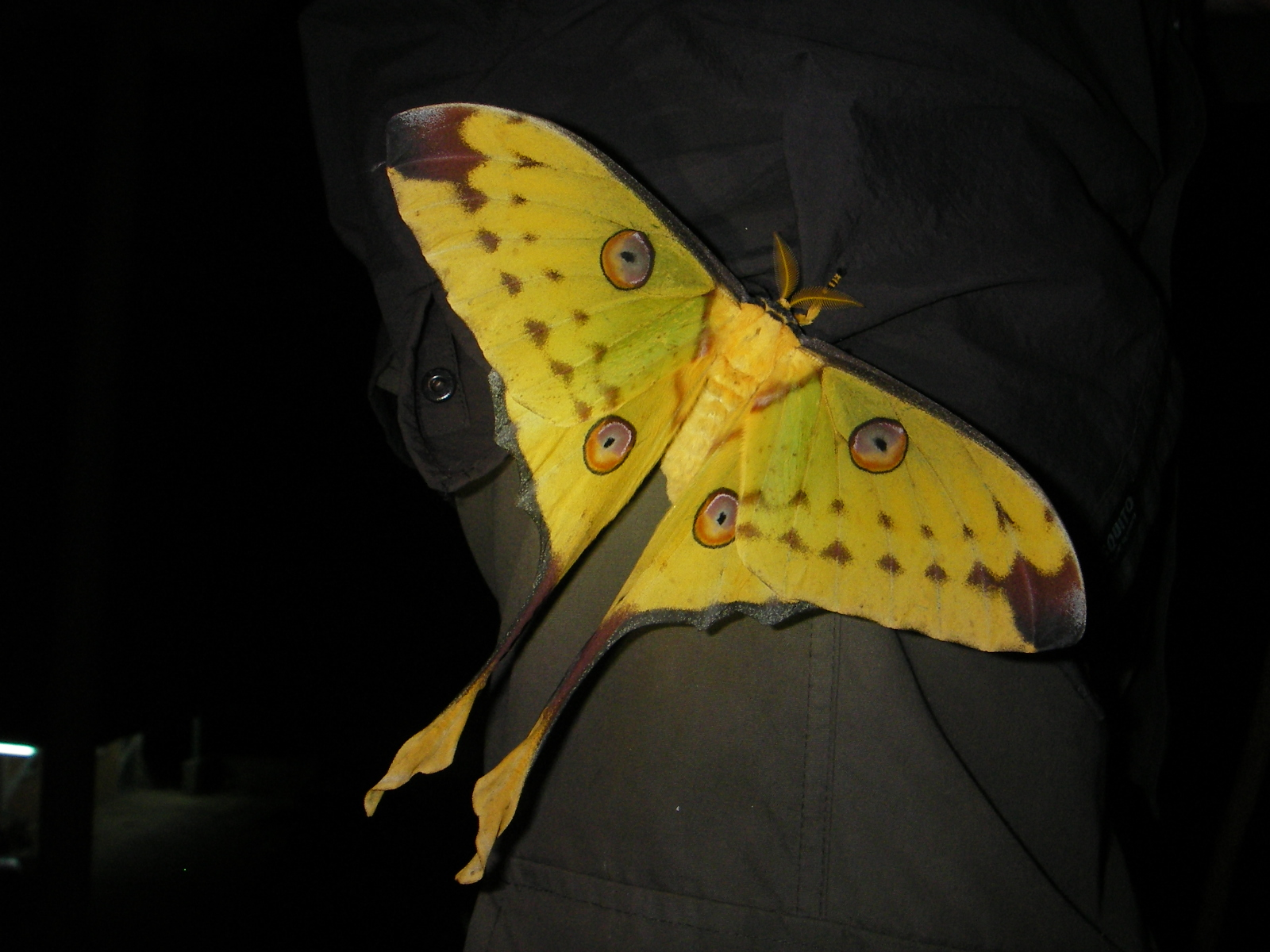
Argema mittrei
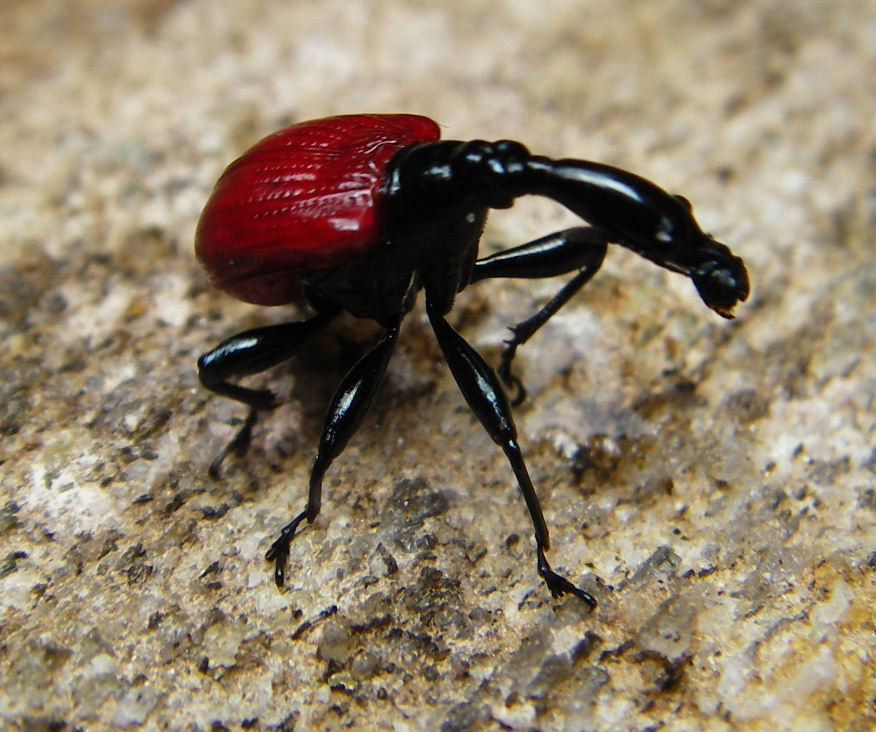
Trachelophorus giraffa